# Cox's Early Export
Cox's Early Export es una  variedad cultivar de manzano (Malus domestica). 
Criado por "Ivorys Ltd.", en Rangiora, Nueva Zelanda. Recibido por National Fruit Trials en 1950. Las frutas son crujientes con un sabor subacido.

## Historia
'Cox's Early Export' es una variedad de manzana, desarrollada por el cruce de Cox's Orange Pippin x King of the Pippins conseguida por "Ivorys Ltd.", en Rangiora, Nueva Zelanda. Recibido por National Fruit Trials en 1950".
'Cox's Early Export' se cultiva en la National Fruit Collection con el número de accesión: 1953-139 y Accession name: Cox's Early Export.

## Características

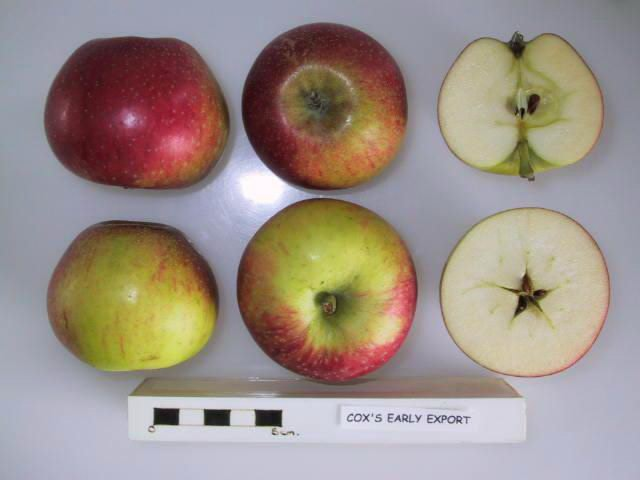
La Manzana 'Feltham Beauty' seccionada.

'Cox's Early Export' árbol de extensión vertical, de vigor moderado. Tiene un tiempo de floración que comienza a partir del 4 de mayo con el 10% de floración, para el 9 de mayo tiene una floración completa (80%), y para el 16 de mayo tiene un 90% caída de pétalos.
'Cox's Early Export' tiene una talla de fruto de medio; forma truncado cónico, con una altura de 52.00mm, y con una anchura de 60.00mm; con nervaduras   medias; epidermis con color de fondo verde amarillo, con un sobre color rojo, importancia del sobre color alto, y patrón del sobre color rayado, "russeting" (pardeamiento áspero superficial que presentan algunas variedades) muy bajo; carne de color verdoso, suave. La carne es crujiente y aromática.
Su tiempo de recogida de cosecha se inicia a finales de agosto. Propensa a agrietarse.

## Usos
Una buena manzana de uso de postre fresca en mesa.

## Ploidismo
Diploide, auto estéril. Grupo de polinización: C, Día 10.